# Konkubinat
Konkubinat se največkrat (vendar ne vedno) nanaša na družbeno stanje ženske, ki je v zakonskem razmerju z moškim, čeprav z njim ni poročena, saj le ta ne more biti poročen z njo, pogosto zaradi razlike v socialnem statusu.

## Konkubina
Konkubina ali priležnica je običajno poimenovanje ženske v izvenzakonski skupnosti z moškim, ki je ne more ali noče poročiti, iz kakršnega koli razloga. Razlogi so lahko, da je le ta višjega socialnega sloja kot ona, ali pa se ne more poročiti, ker je že poročen, ali se sploh ne sme poročiti iz verskih razlogov. Na splošno so samo ljudje visokih gospodarskih in socialnih statusov imeli konkubine. Veliko azijskih, evropejskih in bližnjevzhodnih oblastnikov je bilo poročenih in so imeli konkubine.